# Kim Dae-jung

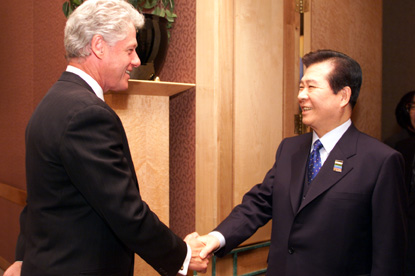
Kim Dae-jung en de Amerikaanse president Bill Clinton in 1999

Kim Dae-jung (Hangul: 김대중) (Hauido, 3 december 1925 - Seoel, 18 augustus 2009) was een Zuid-Koreaanse politicus, die in 2000 de Nobelprijs voor de Vrede won. Kim werd geboren in de arme zuidwestelijke regio van Korea, die destijds geheel was geannexeerd door Japan. Na jarenlang oppositieleider te zijn geweest, werd hij president. Kim Dae-jung was een overtuigd christen. Zijn koosnaam was DJ.

## Vroege politieke carrière
De dienstplicht in het Japanse leger ontliep Kim Dae-jung door bij een Japanse rederij te gaan werken. Na de Japanse nederlaag in 1945 greep hij de kans zich politiek te ontplooien. Hij werd in 1961 gekozen als vertegenwoordiger van het parlement, maar een militaire coup onder leiding van Park Chung-hee maakte al snel een einde aan het parlement. Kim Dae-jung groeide uit tot een uitstekende oppositieleider, wat in 1971 uitmondde in het houden van een presidentiële campagne. Zijn tegenstander, dictator Park Chung-hee werkte hem op alle mogelijke manieren tegen door hem te ontvoeren, op te sluiten, te bedreigen en hem te verbannen uit de politiek.
In 1980 werd Kim Dae-jung beschuldigd van opruiing en samenzwering, en daarvoor ter dood veroordeeld. De regering van de Verenigde Staten greep in, en de straf werd teruggebracht tot 20 jaar cel. Later mocht hij naar de VS vertrekken om daar in ballingschap te leven.

## De weg naar het presidentschap
Na zijn terugkeer naar Zuid-Korea in 1985 werd Kim Dae-jung opnieuw een van de belangrijke leiders van de politieke oppositie. Nadat ex-generaal Chun Doo-hwan met pensioen was gegaan werd de eerste democratische presidentsverkiezing gehouden. Kim Dae-jung en Kim Young-sam, twee leden van de oppositie, stonden hierin tegenover elkaar. Doordat de oppositie verdeeld was, kon geen van beiden een overwinning behalen. In 1992 faalde hij wederom in zijn strijd om het presidentschap. In 1997 slaagde hij echter met zijn vierde poging, waarna hij het zogenaamde Blauwe Huis betrok, de ambtswoning van de Zuid-Koreaanse president.

## Presidentschap
Toen Kim Dae-jung president werd, zat Azië midden in de economische crisis. De president zette zich in voor economische herstructurering om de situatie te verbeteren, met enig resultaat.
In 1998 ontmoette hij de Japanse premier Keizo Obuchi en ze kwamen een nieuw partnerschap tussen beide landen overeen. De relatie tussen beide landen was moeizaam ondanks een verdrag voor de normalisering van de betrekkingen getekend in 1965. In een verklaring uitte Obuchi "diep berouw" en bood zijn "oprechte verontschuldigingen" aan voor de koloniale overheersing van Japan en Kim sprak waardering uit voor de verklaring van Obuchi. Beide leiders wilden een betere relatie, dit vertaalde zich concreet in culturele uitwisselingen, maar ook in beter overleg met betrekking tot de veiligheid in de regio.
Zijn beleid tegenover Noord-Korea is er een van openheid en communicatie. In 2000 nam Kim Dae-jung deel aan de eerste presidentiële Noord-Zuidtop, waarvoor hij een Nobelprijs won. In 2000 ontving hij ook de Thorolf Rafto-prijs, een Noorse mensenrechtenprijs. Op 19 december 2002 volgde Roh Moo-hyun hem op als president van Zuid-Korea.

## Overlijden
Kim Dae-jung overleed op 83-jarige leeftijd aan een hartaanval in Seoel.
1901: Dunant, Passy ·
1902: Ducommun, Gobat ·
1903: Cremer ·
1904: Institut de Droit International ·
1905: Von Suttner ·
1906: Roosevelt ·
1907: Moneta, Renault ·
1908: Arnoldson, Bajer ·
1909: Beernaert, Balluet d'Estournelles de Constant ·
1910: IPB ·
1911: Asser, Fried ·
1912: Root ·
1913: La Fontaine ·
1917: ICRC ·
1919: Wilson ·
1920: Bourgeois ·
1921: Branting, Lange ·
1922: Nansen ·
1925: Chamberlain, Dawes ·
1926: Briand, Stresemann ·
1927: Buisson, Quidde ·
1929: Kellogg ·
1930: Söderblom ·
1931: Addams, Butler ·
1933: Angell ·
1934: Henderson ·
1935: Von Ossietzky ·
1936: Lamas ·
1937: Cecil ·
1938: Office international Nansen pour les réfugiés ·
1944: ICRC ·
1945: Hull ·
1946: Balch, Mott ·
1947: Friends Service Council, American Friends Service Committee ·
1949: Orr ·
1950: Bunche ·
1951: Jouhaux ·
1952: Schweitzer ·
1953: Marshall ·
1954: Hoog Commissariaat voor de Vluchtelingen (UNHCR) ·
1957: Pearson ·
1958: Pire ·
1959: Noel-Baker ·
1960: Luthuli ·
1961: Hammarskjöld ·
1962: Pauling ·
1963: ICRC, IFRC ·
1964: King ·
1965: UNICEF ·
1968: Cassin ·
1969: Internationale Arbeidsorganisatie ·
1970: Borlaug ·
1971: Brandt ·
1973: Kissinger, Lê Đức Thọ ·
1974: MacBride, Satō ·
1975: Sacharov ·
1976: Williams, Corrigan ·
1977: Amnesty International ·
1978: Sadat, Begin ·
1979: Moeder Teresa ·
1980: Esquivel ·
1981: Hoog Commissariaat voor de Vluchtelingen (UNHCR) ·
1982: Myrdal, Robles ·
1983: Wałęsa ·
1984: Tutu ·
1985: IPPNW ·
1986: Wiesel ·
1987: Arias ·
1988: VN-vredesmacht ·
1989: Gyatso ·
1990: Gorbatsjov ·
1991: Suu Kyi ·
1992: Menchú ·
1993: Mandela, De Klerk ·
1994: Arafat, Peres, Rabin ·
1995: Rotblat, Pugwash Conferences on Science and World Affairs ·
1996: Ximenes Belo, Ramos-Horta ·
1997: ICBL, Williams ·
1998: Hume, Trimble ·
1999: AzG ·
2000: Dae-jung ·
2001: VN, Annan ·
2002: Carter ·
2003: Ebadi ·
2004: Maathai ·
2005: IAEA, El-Baradei ·
2006: Grameen Bank, Yunus ·
2007: Gore, IPCC ·
2008: Ahtisaari ·
2009: Obama ·
2010: Liu ·
2011: Johnson Sirleaf, Gbowee, Karman ·
2012: Europese Unie ·
2013: OPCW ·
2014: Satyarthi, Yousafzai ·
2015: Kwartet voor Nationale Dialoog in Tunesië ·
2016: Santos ·
2017: ICAN ·
2018: Mukwege, Murad Basee ·
2019: Ahmed ·
2020: Wereldvoedselprogramma ·
2021: Ressa, Moeratov ·
2022: Bjaljazki, Memorial, Centrum voor Burgerlijke Vrijheden ·
2023: Mohammadi ·
2024: Nihon Hidankyo
Syngman Rhee · Heo Jeong (waarnemend) · Yun Bo-seon · Park Chung-hee · Choe Gyuha · Chun Doo-hwan · Roh Tae-woo · Kim Young-sam · Kim Dae-jung · Roh Moo-hyun · Goh Kun (waarnemend) · Lee Myung-bak · Park Geun-hye · Hwang Kyo-ahn (waarnemend) · Moon Jae-in · Yoon Suk-yeol